# ضورياويات
الضورياويات (الاسم العلمي: Zeioidei) هي رتيبة من الأسماك تتبع طائفة الأسماك العظمية من شعبة الحبليات.

## فصائل
- الضورية